# Anaíd Mjitarián
Anaíd Jachaturovna Mjitarián –en ruso, Анаид Хачатуровна Мхитарян– (7 de marzo de 1984) es una deportista rusa, de origen armenio, que compitió en judo. Ganó una medalla de plata en el Campeonato Europeo de Judo de 2007, en la categoría abierta.

## Palmarés internacional
| Campeonato Europeo | Campeonato Europeo | Campeonato Europeo | Campeonato Europeo |
| Año                | Lugar              | Medalla            | Categoría          |
| ------------------ | ------------------ | ------------------ | ------------------ |
| 2007               | Varsovia (Polonia) | Medalla de plata   | Abierta            |